# Серогрудый цветоед
Серогрудый цветоед (лат. Pachyglossa proprium) — вид певчих птиц семейства цветоедовых. Подвидов не выделяют. Эндемик Филиппин. Видовое название происходит от слова лат. proprius — своеобразный, необычный

## Описание

### Внешний вид
Длина тела составляет около 9 см, масса — около 10 г.
У самцов верхняя часть (верх головы, спина, крылья, надхвостье и хвост) иссиня-чёрная с зеленоватым отливом. Маховые перья тёмно-коричневые. Подбородок светло-серый, по нему от клюва по диагонали вниз проходит чёрная полоса. Горло, грудь и брюхо коричневые, по бокам темнее и более серые. Подхвостье светло-серовато-коричневое. Основание крыльев белое.
Радужная оболочка коричневая либо серовато-коричневая. Цвет ног варьируется от тёмно-коричневого до чёрного, клюва — от тёмного-серого до чёрного.
У самок оперение верхней части тела чёрно-бурое, слегка глянцевое. Низ тела бледно-коричневый, горло беловатое, грудь слегка рыжая.
Молодые особи не описаны.

### Голос
Пение состоит из последовательности коротких, резких, хриплых либо стрекочущих звуков, несколько похожих на звуки, издаваемые насекомыми. Также может содержать в себе более мягкие ноты разной высоты.

## Распространение
Эндемик Филиппин: обитает на острове Минданао и в Восточных Висайях. В своём ареале вид достаточно редок, не считая нескольких регионов, в которых встречается часто.
Точное число особей не известно, популяция сокращается.
Обитает в лесах, на лесных опушках и во вторичных зарослях, в первую очередь вокруг цветущих и плодоносящих деревьев. Встречается на высоте до 900 метров над уровнем моря.

## Биология
О рационе информации нет. Вероятно, как и другие цветоеды, питается пыльцой, нектаром и плодами лорантовых растений.
Птицы, строящие гнездо на верхушках 20-метровых деревьев, были замечены 30-го апреля — 2-го мая.